# Nogometni Klub Zavrč 2014-2015
Questa voce raccoglie le informazioni riguardanti lo Nogometni Klub Zavrč nelle competizioni ufficiali della stagione 2014-2015.

## Rosa
| N. |                     | Ruolo | Calciatore       |
| -- | ------------------- | ----- | ---------------- |
| 1  | Slovenia (bandiera) | P     | Marko Pridigar   |
| 3  | Croazia (bandiera)  | D     | Luka Bogdan      |
| 3  | Croazia (bandiera)  | C     | Dejan Polić      |
| 4  | Croazia (bandiera)  | C     | Lovro Cvek       |
| 5  | Croazia (bandiera)  | A     | Tomislav Kiš     |
| 6  | Slovenia (bandiera) | D     | Sanin Muminović  |
| 7  | Slovenia (bandiera) | C     | Mateo Monjac     |
| 9  | Albania (bandiera)  | C     | Eros Grezda      |
| 10 | Slovenia (bandiera) | C     | Doris Kelenc     |
| 11 | Croazia (bandiera)  | A     | Ante Mitrović    |
| 12 | Croazia (bandiera)  | P     | Matija Kovačić   |
| 13 | Croazia (bandiera)  | D     | Sebastijan Antić |
| 14 | Slovenia (bandiera) | D     | Miha Korošec     |

| N. |                     | Ruolo | Calciatore     |
| -- | ------------------- | ----- | -------------- |
| 17 | Slovenia (bandiera) | A     | Rok Zorko      |
| 18 | Croazia (bandiera)  | D     | Toni Datković  |
| 19 | Croazia (bandiera)  | D     | Josip Balić    |
| 20 | Slovenia (bandiera) | D     | Bojan Đukić    |
| 22 | Slovenia (bandiera) | C     | Jure Matjašič  |
| 23 | Croazia (bandiera)  | C     | Stefan Barić   |
| 25 | Croazia (bandiera)  | P     | Hrvoje Ćubić   |
| 26 | Croazia (bandiera)  | D     | Filip Petanjek |
| 28 | Croazia (bandiera)  | C     | Karlo Težak    |
| 32 | Croazia (bandiera)  | D     | Antonio Brzoja |
| 33 | Croazia (bandiera)  | D     | Ivan Novoselec |
| 44 | Slovenia (bandiera) | A     | Blaž Dobaj     |